# Les Petits Cardinaux
Les Petits Cardinaux est un îlot du Morbihan, dépendant administrativement de la commune de l'Île-d'Houat.

## Géographie
Il s'agit de rochers situés au nord des Grands Cardinaux et à l'est d'Hœdic.